# Championnat de Nouvelle-Calédonie de football 2006-2007
Navigation
Édition précédente Édition suivante
La saison 2006-2007 du Championnat de Nouvelle-Calédonie de football est la onzième édition du championnat de première division en Nouvelle-Calédonie. Les trois meilleurs clubs de Grande Terre et le champion des îles Loyauté s’affrontent au sein d’une poule unique pour déterminer le champion national.
C'est la JS Baco qui remporte la compétition cette saison après avoir terminé en tête du classement final, avec deux points d'avance sur l’AS Lössi et huit sur l'USJ Wedrumel. C'est le sixième titre de champion de Nouvelle-Calédonie de l'histoire du club.

## Compétition
Les classements sont basés sur le barème de points suivant : victoire à 4 points, match nul à 2, défaite à 1.

### Super Liguede Grande Terre
| Rang | Équipe              | Pts | J  | G  | N | P  | Bp | Bc | Diff |
| ---- | ------------------- | --- | -- | -- | - | -- | -- | -- | ---- |
| 1    | AS LössiP           | 45  | 14 | 10 | 1 | 3  | 39 | 25 | +14  |
| 2    | AS Magenta          | 41  | 14 | 8  | 3 | 3  | 33 | 16 | +17  |
| 3    | JS Baco             | 39  | 14 | 7  | 4 | 3  | 39 | 33 | +6   |
| 4    | AS Mont-DoreT       | 36  | 14 | 7  | 1 | 6  | 23 | 16 | +7   |
| 5    | AS Poum             | 32  | 14 | 5  | 3 | 6  | 20 | 34 | -14  |
| 6    | AS Thio Sport       | 29  | 14 | 4  | 3 | 7  | 29 | 32 | -3   |
| 7    | AS Témala OuélisseP | 28  | 14 | 4  | 2 | 8  | 18 | 30 | -12  |
| 8    | US Calédonienne     | 21  | 14 | 2  | 1 | 11 | 16 | 31 | -15  |

|  | Qualification pour la phase finale                |
|  | Participation à la poule de relégation            |
|  | T : Tenant du titre P : Club promu en Super Ligue |

### Phase finale
Les trois clubs qualifiés retrouvent l’USJ Wedrumel, champion des îles Loyauté.
| Rang | Équipe       | Pts | J | G | N | P | Bp | Bc | Diff |  | Résultats (▼ dom., ► ext.) | Bac | Lös | Wed | Mag |
| ---- | ------------ | --- | - | - | - | - | -- | -- | ---- |  | -------------------------- | --- | --- | --- | --- |
| 1    | JS Baco      | 19  | 6 | 4 | 1 | 1 | 9  | 4  | +5   |  | JS Baco                    |     | 0-0 | 1-0 | 2-0 |
| 2    | AS Lössi'C'P | 17  | 6 | 3 | 2 | 1 | 18 | 8  | +10  |  | AS Lössi'C'P               | 1-3 |     | 8-0 | 2-0 |
| 3    | USJ Wedrumel | 11  | 6 | 1 | 2 | 3 | 11 | 20 | -9   |  | USJ Wedrumel               | 2-0 | 3-5 |     | 6-6 |
| 4    | AS Magenta   | 9   | 6 | 0 | 3 | 3 | 9  | 15 | -6   |  | AS Magenta                 | 1-3 | 2-2 | 0-0 |     |

|  | Qualification pour la Ligue des champions de l'OFC 2007-2008                  |
|  | C : Vainqueur de la Coupe de Nouvelle-Calédonie P : Club promu en Super Ligue |

### Poule de relégation
Les cinq équipes de Grande Terre s’affrontent à nouveau deux fois pour déterminer les deux clubs relégués. Ils conservent leurs points de la Super Ligue.
| Rang | Équipe             | Pts | J  | G  | N | P  | Bp | Bc | Diff |  | Résultats (▼ dom., ► ext.) | M-D | Pou | Tém | Thi | USC |
| ---- | ------------------ | --- | -- | -- | - | -- | -- | -- | ---- |  | -------------------------- | --- | --- | --- | --- | --- |
| 1    | AS Mont-DoreT      | 57  | 22 | 11 | 2 | 9  | 34 | 30 | +4   |  | AS Mont-DoreT              |     | 2-0 | 2-0 | 2-4 | 1-1 |
| 2    | AS Poum            | 49  | 22 | 8  | 3 | 11 | 38 | 57 | -19  |  | AS Poum                    | 4-0 |     | 2-3 | 4-2 | 1-6 |
| 3    | AS Témala Ouélisse | 47  | 21 | 8  | 2 | 11 | 31 | 47 | -16  |  | AS Témala Ouélisse         | 3-0 | 5-4 |     | 1-0 | 1-3 |
| 4    | AS Thio Sport      | 44  | 22 | 6  | 4 | 12 | 45 | 46 | -1   |  | AS Thio Sport              | 1-2 | 0-1 | 6-0 |     | 1-2 |
| 5    | US Calédonienne    | 42  | 21 | 6  | 3 | 12 | 36 | 41 | -5   |  | US Calédonienne            | 1-2 | 5-2 | -   | 2-2 |     |

|  | Relégation en deuxième division |
|  | T : Tenant du titre             |

- La rencontre entre l'US Calédonienne et l'AS Témala Ouélisse n'a pas été disputée.

## Bilan de la saison
| Championnat de Nouvelle-Calédonie de football 2006-2007 |                    |
| Champion                                                | JS Baco (6e titre) |
| Coupes et trophées                                      |                    |
| Vainqueur de la Coupe de Nouvelle-Calédonie 2006-2007   | AS Lössi           |
| Qualifications continentales                            |                    |
| Ligue des champions de l'OFC 2007-2008                  | JS Baco            |
| Promotions et relégations                               |                    |
| Promus en Super Ligue                                   | ACB Poya           |
| Promus en Super Ligue                                   | Gaïtcha FCN        |
| Relégués en Promotion d'Honneur                         | AS Thio Sports     |
| Relégués en Promotion d'Honneur                         | US Calédonienne    |